# Chalinula finitima
Chalinula finitima är en svampdjursart som först beskrevs av Schmidt 1870.  Chalinula finitima ingår i släktet Chalinula och familjen Chalinidae. Inga underarter finns listade i Catalogue of Life.